# Hell Razah
Hell Razah, de son vrai nom Chron Smith, né le 1er octobre 1976 à Brooklyn, New York, est un rappeur américain, notamment connu pour son appartenance au groupe Sunz of Man. En 2010, la presse rapporte que Razah souffrirait d'un anévrisme cérébral. Il s'est depuis rétabli et continue ses enregistrements. Il adopte désormais le surnom de Heaven Razah.

## Biographie
Razah fait ses débuts dans le rap au début des années 1990 en tant que membre de Da Last Future, le futur Sunz of Man constitué de Killah Priest, Shabazz The Disciple, Prodigal Sunn, Supreme et 7th Ambassador. Razah et 7th Ambassador publient le single Livin' in Hell/Mental Combat indépendamment du groupe tandis qu'Hell Razah enregistre quelques sons avec le Wu-Tang Clan avant d'être inclus dans la Wu Fam avec des chansons comme Deep in the Water, Writing Rhymes With a Liquid Pen (aka Elements), Lulla Bye et Psychic Hotline,.
En 1995, le groupe signe chez Wu-Tang/Priority Records et adopte le nom de Sunz of Man. Ils publient plusieurs singles sous Wu-Tang Records, dont Soldierz of Darkness, No Love Without Hate et Bloody Choices, en anticipation de leur premier album Nothing New Under the Sun. En raison de conflits internes et de complications avec le label, l'album ne voit pas le jour. Sunz of Man signe alors un contrat d'enregistrement avec Red Ant Entertainment pour la sortie de leur premier album officiel en 1998 The Last Shall Be First, avec pour membres Killah Priest, Prodigal Sunn et 60 Second Assassin. L'album est une des meilleures réussites des affiliations du Wu-Tang. L'album est un succès et débute 20e du Billboard 200, et 7e des RnB/Hip-Hop Albums.
Après le départ de Killah Priest en 1998, le groupe devient inactif. 1999 assiste à la publication de The First Testament, composé de chansons du groupe et des premières chansons de Da Last Future. Razah, Prodigal Sunn et 60 Second Assassin reviennent en 2002 avec l'album Saviorz Day, le deuxième album officiel des Sunz of Man. Le groupe ne prévoit pas de nouvel album, mais il semblerait s'être réconcilié avec Shabazz the Disciple, Killah Priest et Supreme.

### Carrière solo
Razah publie son premier album solo en 2001, When All Hell Breaks Loose. L'album fait participer 7th Ambassador, Killah Priest, Prodigal Sunn et Timbo King de Royal Fam, et est produit par Supreme. L'album contient le single Champaigne Room b/w Ghetto Love. Les chansons Must B tha Music, Oh! Now You Bangin', Ghetto Government, Champaigne Room, Like It or Not, What We Came to Do, B.B.P. (Business Before Pleasure) et Rowdy, Rowdy sont incluses dans la compilation Elements des Sunz of Man publiée en 2004.
Le deuxième album solo de Razah, Renaissance Child, est publié au début de 2007 au label Nature Sounds Records. L'album fait participer Timbo King, Tragedy Khadafi, R.A. the Rugged Man, Talib Kweli, Viktor Vaughn, Bronze Nazareth, Killah Priest et Ras Kass, et est produit par Godz Wrath, MF DOOM, Bronze Nazareth, Krohme et 4th Disciple. L'album est bien accueilli par la presse spécialisée, et contient les singles The Renaissance et Buried Alive b/w Project Jazz. En octobre 2007, Razah publie son troisième album, Razah's Ladder, entièrement produit par Blue Sky Black Death. L'album est également bien accueilli par la presse spécialisée,. L'album fait participer Prodigal Sunn, Shabazz the Disciple, Crooked I, Ill Bill and Sabac Red, et ne contient aucun single.
En 2010, la presse rapporte que Razah souffrirait d'un anévrisme cérébral. En 2011, la santé d'Hell Razah s'améliore et le rappeur annonce notamment un nouvel album, Heaven Razah 2, un second album avec Shabazz the Disciple (produit par Ayatollah et 4th Disciple).

### Collaborations
En 2004, Hell Razah et 4th Disciple publient un album collaboratif, Freedom of Speech, sous le titre Sunz of Man presents. L'album comporte quinze nouvelles chansons enregistrées avec 4th Disciple, aet cinq anciennes chansons extraites de When All Hell Breaks Loose. L'album contient le single Article One b/w Project Love.
En 2005, Razah, Killah Priest, Timbo King de Royal Fam, Tragedy Khadafi et William Cooper forment le supergroupe underground Black Market Militia. Le groupe publie son premier album homonyme, Black Market Militia la même année, produit par Godz Wrath et Bronze Nazareth, et fait participer dead prez et Abiodun Oyewole des Last Poets. L'album contient les singles Audobon Ballroom b/w Thug Nation/Hood Lullabye et Gem Stars b/w Mayday!. L'album collaboratif suivant de Razah est avec Shabazz the Disciple et le producteur Ayatollah au sein du groupe T.H.U.G. Angelz, intitulé Welcome to Red Hook Houses, publié le 8 juillet 2008 au label Babygrande Records. D'autres albums, comme Heaven Razah, et Article 2: Right to Bare Arms suivent en collaboration avec 4th Disciple. En octobre 2007, Razah annonce plus de collaborations avec notamment Sunz of Man et The Maccabeez, un groupe dans lequel il appartient, aux côtés de Killah Priest et Timbo King.

## Discographie

### Albums studio
- 2001 : When All Hell Breaks Loose
- 2007 : Renaissance Child
- 2008 : Ultra Sounds of a Renaissance Child
- 2010 : Heaven Razah

### Albums collaboratifs
- 1998 : The Last Shall be the First (avec Sunz of Man)
- 1999 : The First Testament (avec Sunz of Man)
- 2002 : Saviorz Day (avec Sunz of Man)
- 2005 : Black Market Militia (avec Black Maerket Militia)
- 2006 : The Old Testament (avec Sunz of Man)